# Homai
Homai est une banlieue de la cité d ’ Auckland, située dans l’Île du nord de la Nouvelle-Zélande.

## Municipalités limitrophes
C’est le siège de la gare d’Homai (en)

## Gouvernance
La banlieue était auparavant sous la gouvernance locale du Conseil de la cité de Manukau City.
Elle a été depuis intégrée dans la cité d’Auckland dans le cadre du Conseil d’Auckland en 2010.

## Population
Lors du recensement de 2013 en Nouvelle-Zélande, la ville de Homai avait une population de 8 196 habitants, en augmentation de 276 résidents par rapport à 2006